# Дедово (Орловская область)
Дедово — деревня в Верховском районе Орловской области. Входит в состав Галичинского сельского поселения. Население — 133 чел. (2010).

## География
Дедово находится в северо-восточной части области на Среднерусской возвышенности.
Часовой пояс
деревня Дедово, как и вся Орловская область, находится в часовой зоне МСК (московское время). Смещение применяемого времени относительно UTC составляет +3:00.

## Население
| 1859 | 1915 | 2002 | 2010 |
| ---- | ---- | ---- | ---- |
| 149  | ↗222 | ↘143 | ↘133 |

Национальный состав
Согласно результатам переписи 2002 года, в национальной структуре населения русские составляли 99 % от общей численности населения в 143 жителей.